# Protelsonia hungarica
Protelsonia hungarica là một loài chân đều trong họ Stenasellidae. Loài này được Méhely miêu tả khoa học năm 1924.